# クロイスターズ
クロイスターズ（英: The Cloisters）、またはクロイスターズ美術館は、ニューヨーク市マンハッタン区ワシントン・ハイツのフォート・トライオン・パーク (en:Fort Tryon Park) にある美術館。メトロポリタン美術館の別館として1930年代に建築が開始され、その外観は複数の中世ヨーロッパ期の大修道院の建築様式を模してデザインされた。収蔵されているのは西洋中世美術品ならびに建築関連である。
クロイスターズはハドソン川を一望するマンハッタンの北端丘陵地帯に位置し、フランスから移設された修道院の5つの回廊（クロイスター ）が建物の構成要素になっている。移設された回廊は、サン＝ミシェル＝ド＝クシャ (en:Saint-Michel-de-Cuxa)、サン＝ギレム＝ル＝デゼール (en:Saint-Guilhem-le-Désert)、ボヌフォン＝アン＝コマンジュ、トリー＝シュル＝バイズ (en:Trie-sur-Baïse)、フロヴィル (en:Froville) からのもので、それぞれ解体された状態でニューヨークに持ち込まれ、1934年から1938年にかけてフォート・トライオン・パークで再構築された。また、クロイスターズ周辺には、中世の写本や工芸品などに表現されている園芸品種が植栽された庭園と、中世の修道院に見られるような多様なハーブ園が存在する。さらに、フォート・トライオン・パークとクロイスターズはアメリカ合衆国国家歴史登録財の史跡指定を受けている。

## 沿革

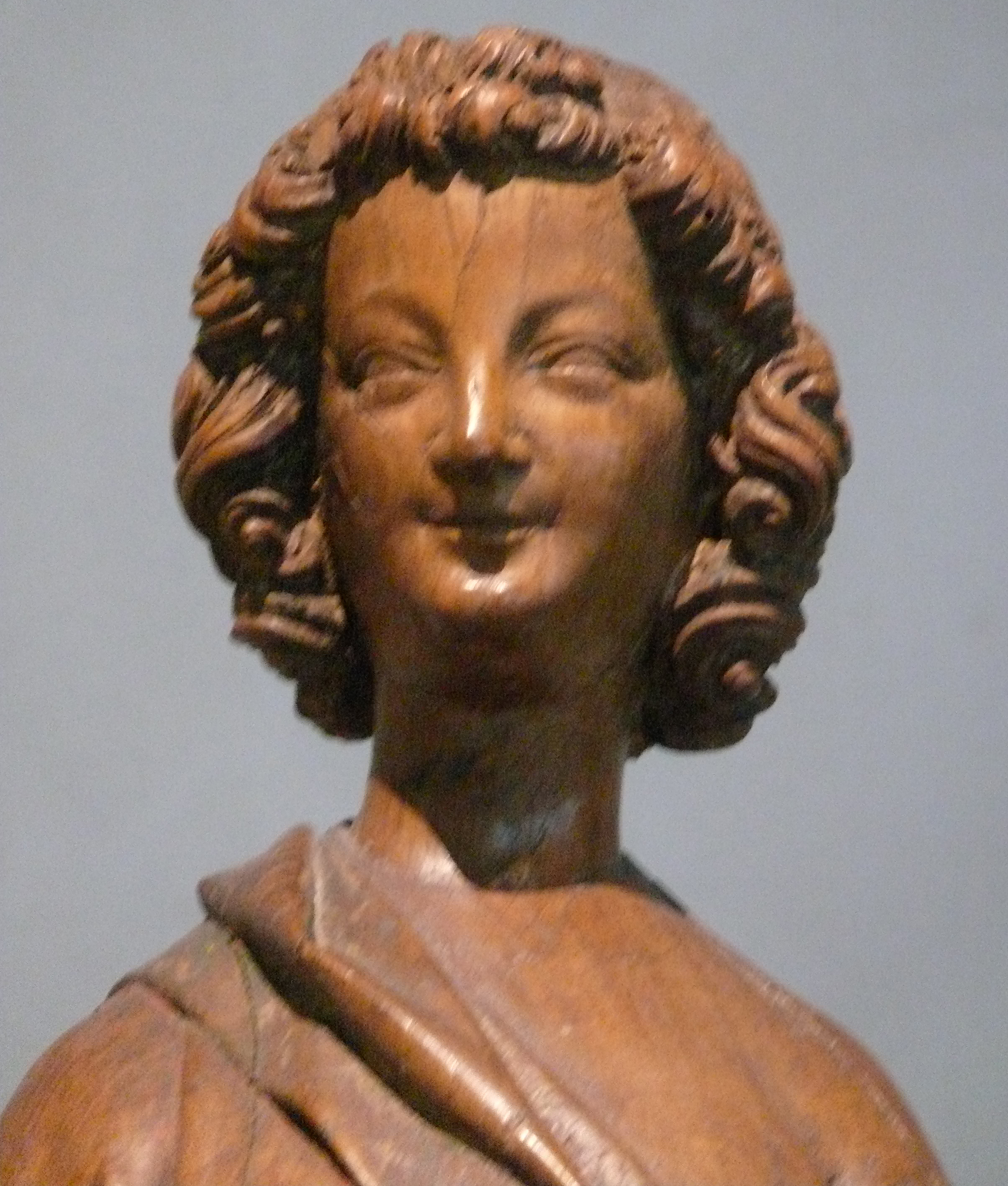
『微笑む天使』

建物と、隣接する 16,000 m² におよぶ庭園はジョン・ロックフェラー2世からの寄付金によって創設されたものである。また、ロックフェラー2世自身が所有していた主要な中世美術品コレクションの多くは、もとはアメリカ人彫刻家ジョージ・グレイ・バーナード (en:George Grey Barnard) が所有していたもので、バーナードは自宅近くのフォート・ワシントン (en:Fort Washington (New York)) に、中世美術品を集めた美術館を設立したこともある人物だった。ロックフェラー2世はバーナードから購入した美術品コレクションをすべてメトロポリタン美術館へと寄贈した。このバーナード由来のコレクションと、ロックフェラー2世がもともと所有していたコレクションとが、現在のクロイスターズの中核コレクションとなっている。ロックフェラー2世は、バーナードがフォート・ワシントンに設立した美術館の北側の土地 260,000 m² を、公園として大衆に開放し、さらに新しい美術館を建設する目的で順次購入していった。
クロイスターズの建物は、ニューヨークのリバーサイド・チャーチ (en:Riverside Church) のデザインを手がけた建築家の一人チャールズ・コレンズの設計によるもので、ヨーロッパから持ち込まれた様々な様式の回廊を、統一された様式の建物として再構築することに主眼が置かれた。その後、1988年にキリスト教に関する美術品を収蔵しているトレジャリ・ギャラリーが修復されており、その他のギャラリーも1999年に改装されている。

## コレクション
クロイスターズには約5,000点の中世西洋美術品が収蔵されており、とくに12世紀から15世紀にかけてのコレクションに重要な作品が多い。著名な美術品として、7点のタペストリーからなるフランドルで制作された『ユニコーンの狩り』（1495年 - 1505年頃）(en:The Hunt of the Unicorn)、初期フランドル派の画家ロベルト・カンピンの『メロードの祭壇画』（1425年 - 1428年頃）、『クロイスターズ・クロス』(en:Cloisters Cross) と呼ばれるロマネスク様式の祭壇用十字架などがある。
また、クロイスターズには多くの写本、装飾写本も所蔵されており、リンブルク兄弟の『ベリー公の美わしき時祷書』、フランス王シャルル4世妃ジャンヌ・デヴルーの依頼で制作されたジャン・ピュッセルの『ジャンヌ・デヴルーの時祷書』が有名である。

## ギャラリー

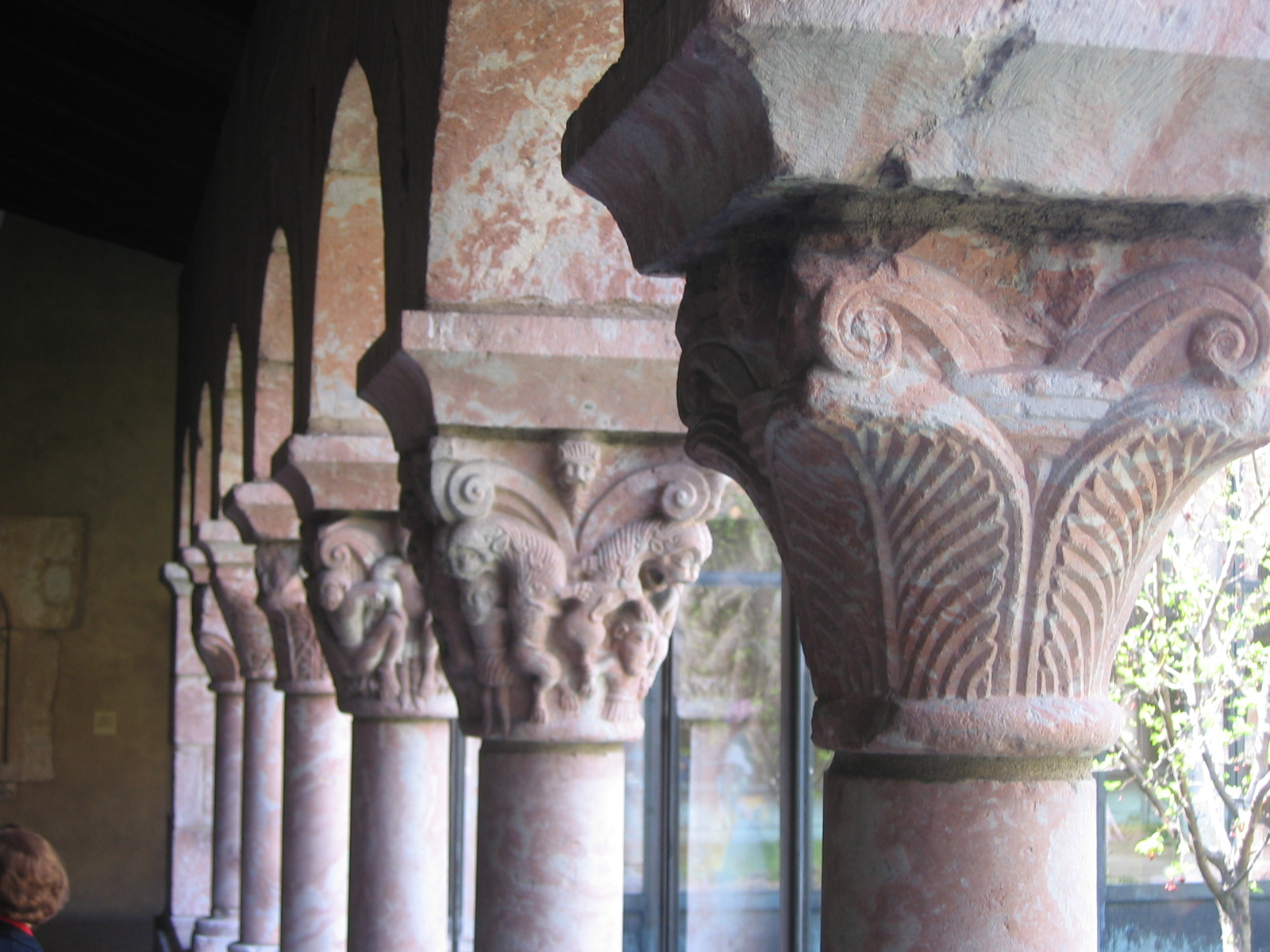
サン＝ミシェル＝ド＝クシャの回廊
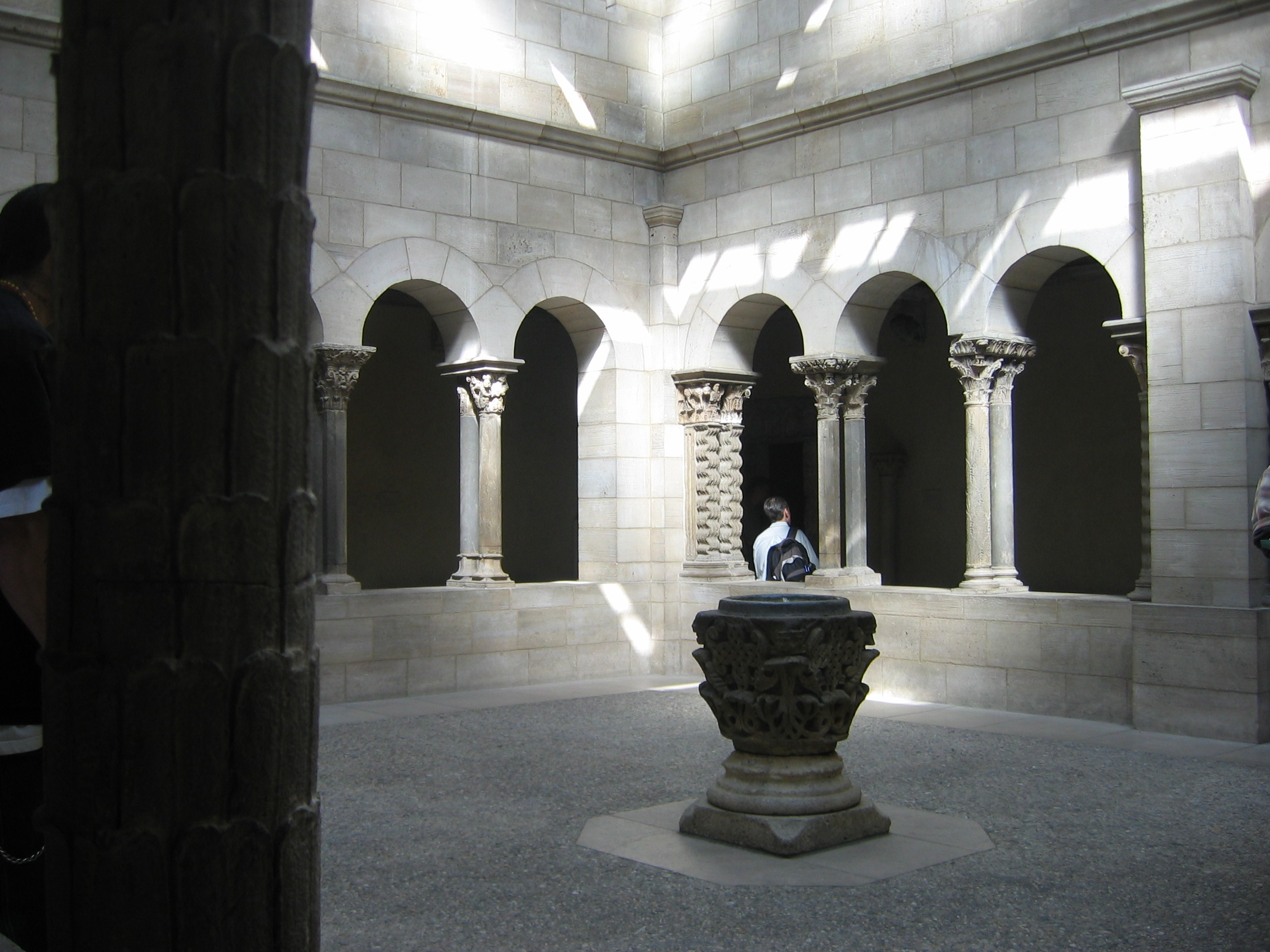
サン＝ギレム＝ル＝デゼールの回廊
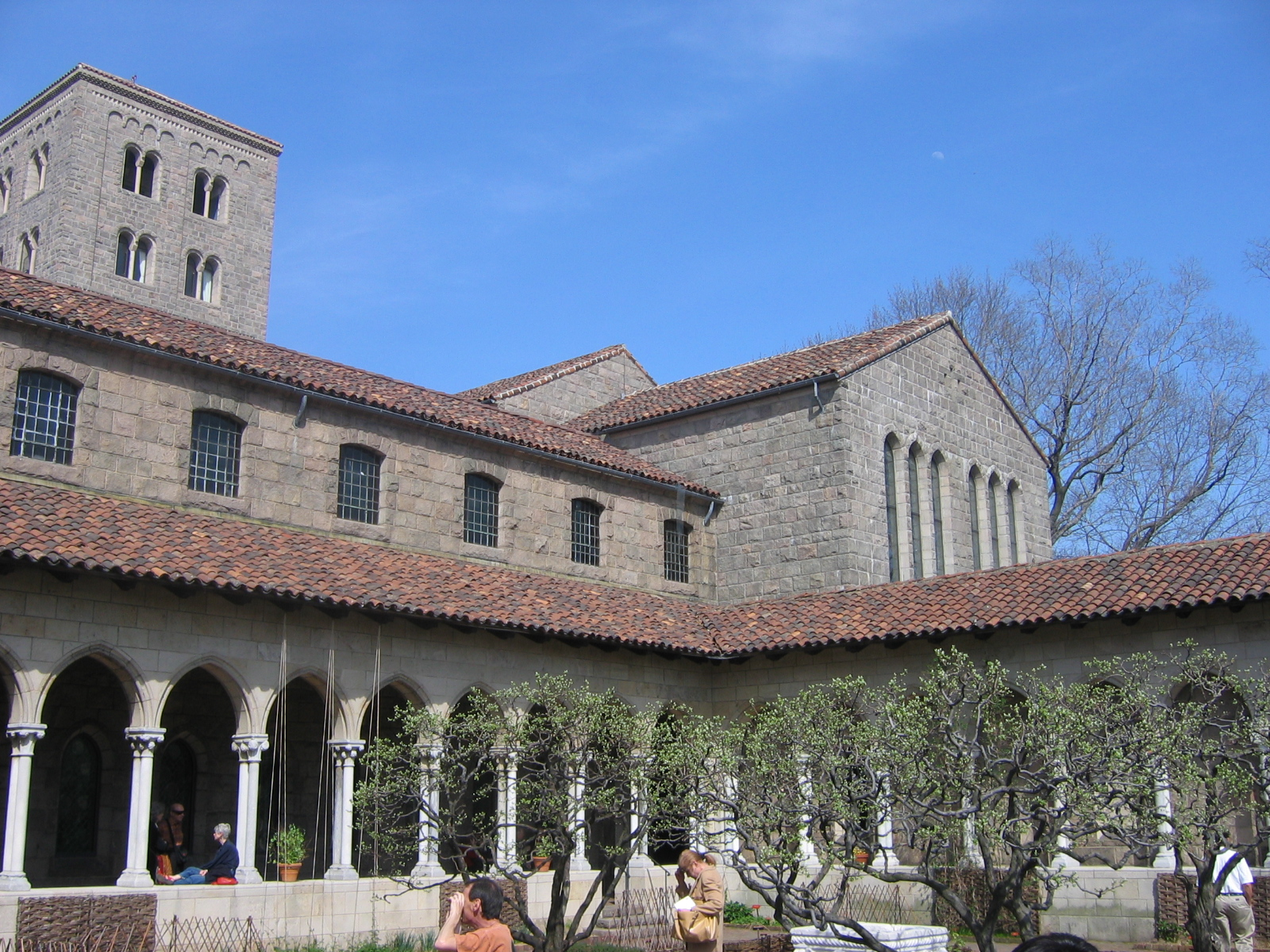
ボヌフォン＝アン＝コマンジュの回廊
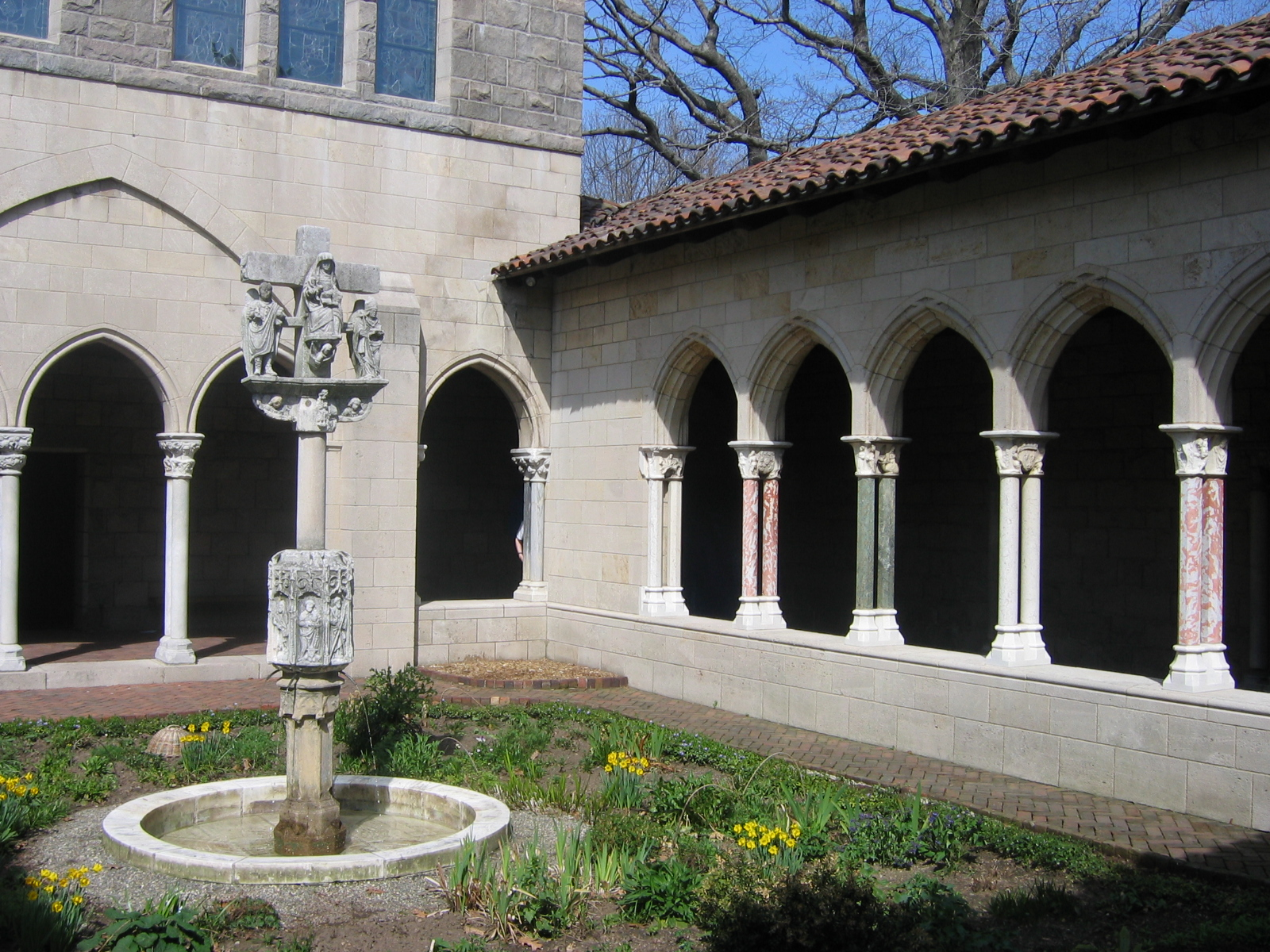
トリー＝シュル＝バイズの回廊
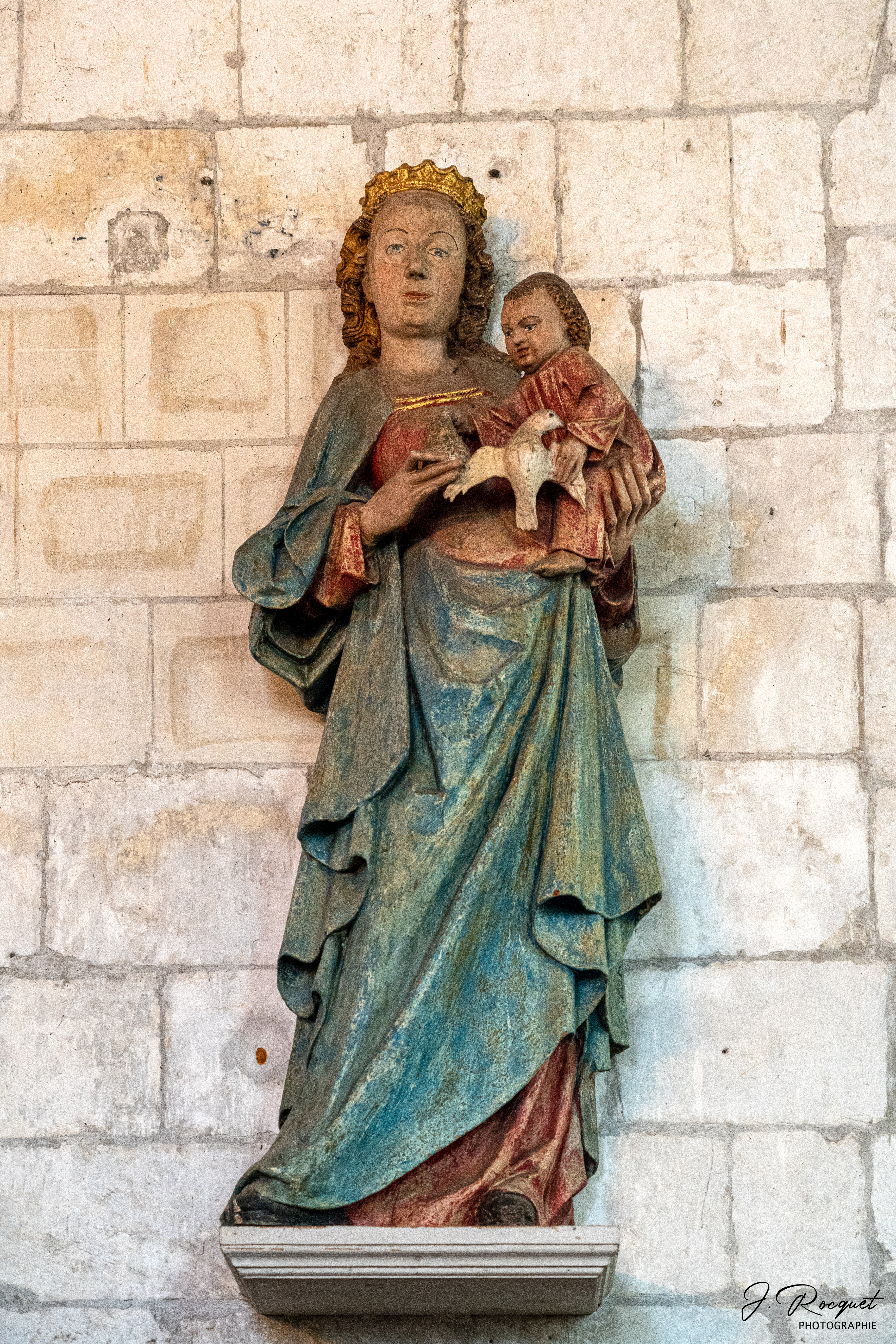
14世紀フランスの聖母子彫刻
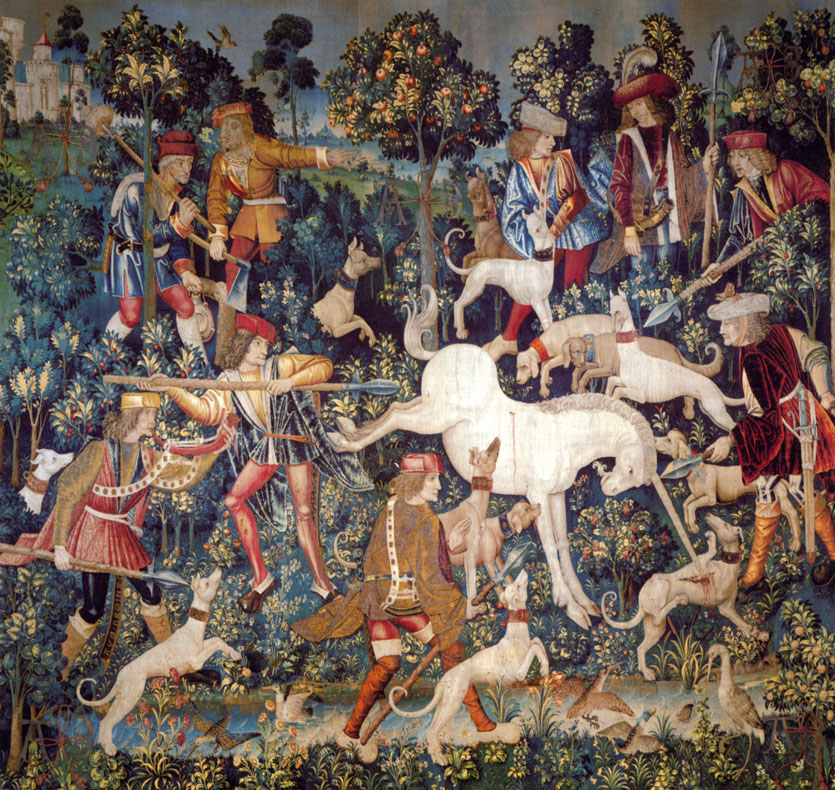
『一角獣の狩り』、7点の連作のうちの1点
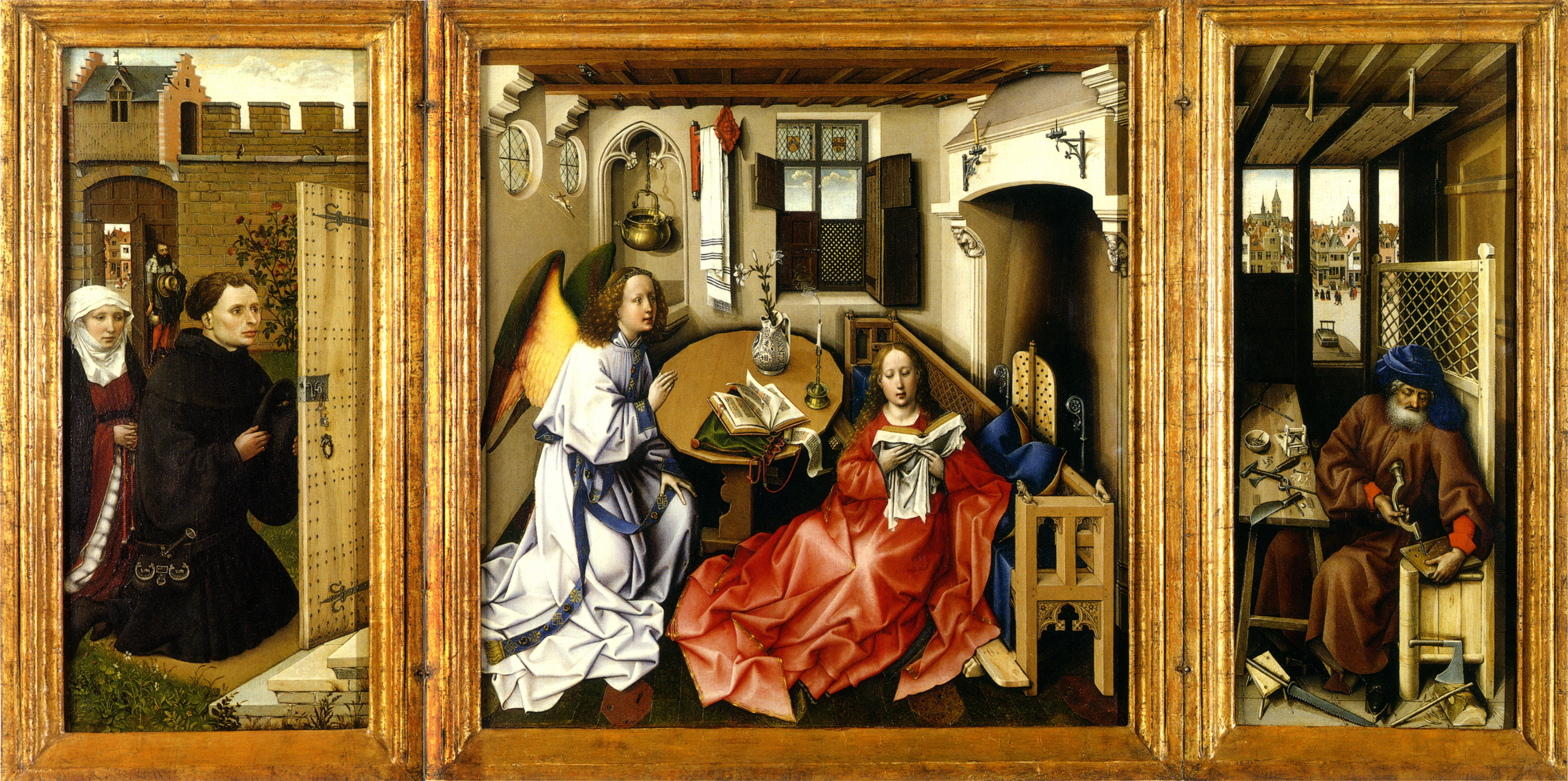
『メロードの祭壇画』、ロベルト・カンピン
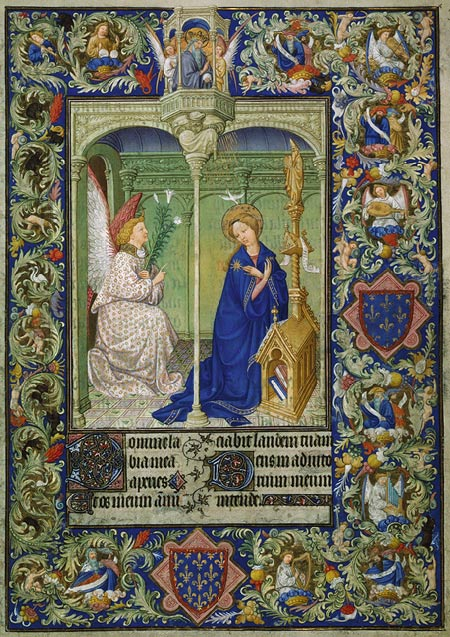
『ベリー公の美わしき時祷書』の「受胎告知」のミニアチュール、リンブルク兄弟

## 関連文献
- Barnet, Peter; Wu, Nancy (2005). The Cloisters: Medieval Art and Architecture. New York: The Metropolitan Museum of Art. pp. 208. ISBN 1-58839-176-0
- Thomas Hoving. King of the Confessors. Simon & Schuster. New York, New York: 1981.
- Thomas Hoving, King of the Confessors: A New Appraisal. cybereditions.com. Christchurch, New Zealand: 2001.
- James J. Rorimer, The Cloisters.  The Building and the Collection of Mediaeval Art in Fort Tryon Park, 11th edition, New York 1951.